# Eduard Nöthig
Eduard Nöthig (Đurđevac, 1877 –  Bjelovar, 1930.), bio je industrijalac i poduzetnik u Bjelovaru i Đurđevcu te je bio vlasnik današnjeg paromlina u Bjelovaru, paromlina u Đurđevcu koji su zajedno činili tvrtku "Sjedinjeni paromlini d.d." i bivše bjelovarske ljevaonice Smev.
Sin je Eduarda Slavoljuba Nöthiga, velikog đurđevačkog trgovnika.  
Eduard Nöthig postaje ravnatelj paromlina "Podravina d.d." u Đurđevcu 1910-ih godina, u to vrijeme su na prostoru Đurđevca  poslovala još dva paromlina, te je Eduard uvidio buduću opstojnost dioničkog društva. Odlučio je iznajmiti paromlin u svojem vlastništvu, a poslovanje usmjeriti prema dioničkom paromlinu u Pitomači.
1912. godine izborio se za ulaganje kapitala u modernizaciju paromlina u Bjelovaru, na mjestu staroga koji je stradao u požaru 19. siječnja 1911. godine. U isto vrijem njegova tvrtka "Podravina d.d." mijenja naziv u "Sjedinjeni paromlini d.d."
Krajem Prvoga svjetskog rata mlinarska industrija zapala je u krizu, te je Nöthig prisiljen za zaokret u poslovanju, 1917. godine u sklopu Bjelovarskog paromlina se utemeljuje tvornica strojeva "Smev" gdje je proizveden prvi dizelski motor u Kraljevni Jugoslaviji.

12. lipnja 1922. godine u tvornici Smev je održan štrajk uslijed vezanja radnika produljenjem radnog vremena za tvrtku, gdje su radnicima uskraćene mogućnosti nadničarenja, bavljenjem drugim poslovima kojim bi im omogućili egzistenciju budući da su plaće u tvornici bile jako niske. Uz takvo radno vrijeme radnici bi provodili jako malo vremena sa svojim obiteljima. U štrajku je sudjelovalo oko 230 radnika te su spriječili dolazak štrajkolomaca. 
Propadanjem Smeva 1925. godine se Nöthig pokušava vratiti u poduzetništvo osnivanjem poduzeća "Bilo", koje se bavilo eksploatacijom šuma na Bilogori.
1930. godine Eduard Nöthig je počinio samoubojstvo zbog poteškoća u poslovanju i propasti njegovih poduzeća. Ravnateljstvo paromlina preuzima njegova supruga Karolina Nöthig uz pomoć prve hrvatske štedionice. 1942. Karolina Nöthig prodaje dio nekretnina paromlina kako bi podmirila financijske poteškoće, dok je ostatak konfisciran 1945. godine ulazom socijalističkih vlasti.

## Vanjske poveznice
- https://podravske-sirine.com.hr/arhiva/3040
- https://web.archive.org/web/20230308143755/https://bjelovarac.hr/najnovije/starac-u-sredistu-grada-i-dalje-odolijeva-godinama/